# João Duarte de Sousa
João Duarte de Sousa (Velas, 23 de Outubro de 1862 – Angra do Heroísmo, 29 de Maio de 1909), muitas vezes referido apenas por J. Duarte de Sousa, político e historiador açoriano, autor de uma obra pioneira sobre a história da ilha de São Jorge.

## Biografia
João Duarte de Sousa serviu como escrivão do concelho das Velas, ascendendo a escrivão da câmara aos 24 anos (em 1886). Por essa altura casou na Terceira com Maria Carlota Rebelo, fixando-se nas Velas.
Sendo membro destacado do Partido Regenerador, envolveu-se em lutas políticas que levaram em 1895 à sua demissão dos cargos que ocupava, mudando-se então para Angra do Heroísmo, cidade natal da esposa, e depois para a Praia da Vitória, então vila, onde exerceu as funções de administrador do concelho. Foi também secretário da comissão de Polícia Repressiva da Emigração Clandestina, o que lhe granjeou grande impopularidade. Foram numerosas as polémicas que sustentou na imprensa terceirense devido à sua actividade política.
Interessado pela história local, realizou aprofundadas investigações nos arquivos camarários, das quais resultaram, para além dos Apontamentos Históricos e Descrição Topográfica, diversos artigos publicados na imprensa de São Jorge e Terceira. A publicação da sua obra histórica em 1897, levou a acesa polémica com o seu adversário político, e sucessor no cargo de escrivão do concelho, o também investigador da história jorgense José Cândido da Silveira Avelar. Silveira Avelar publicaria em 1902 uma obra rival, na qual pretende corrigir os erros de J. Duarte de Sousa e demonstrar a superioridade da sua investigação sobre a daquele.
Faleceu em Angra do Heroísmo a 29 de Maio de 1909), com apenas 46 anos de idade.

## Obra publicada
- Ilha de São Jorge - Apontamentos Históricos e Descrição Topográfica, Angra do Heroísmo, 1897 (reeditado pela Câmara Municipal de Velas em 2003).
- Reminiscências velenses (Na Vila das Velas do século XIX), edição póstuma da Câmara Municipal de Velas (1992), com prefácio e fixação do texto de João Afonso.